# Jordbävningen i Coquimbo 2003
Jordbävningen i Coquimbo 2003 var en jordbävning den 20 juni 2003 klockan 06:30 lokal tid (10:30 UTC) på kusten i Coquimboregionen, Chile. Magnituden var 7,5 på Richterskalan. Inga personer skadades, men jordskred inträffade på vissa kullar, och strömavbrott orsakades.

## Lista över skalv
- Bara skalv med magnitud 5.0 eller högre:

| Datum (Dag-månad-årtal) | Tid (Lokal tid) | Djup           | Magnitud |
| ----------------------- | --------------- | -------------- | -------- |
| 20 juni 2003            | 04:39:30        | 23 kilometer   | 5,0 (Mw) |
| 20 juni 2003            | 06:30:41        | 8,1 kilometer  | 7,5 (Mw) |
| 20 juni 2003            | 07:07:31        | 4,1 kilometer  | 5,6 (Mw) |
| 20 juni 2003            | 09:20:28        | 15,5 kilometer | 6,1 (Mw) |
| 20 juni 2003            | 09:25:19        | 10,9 kilometer | 5,2 (Mw) |
| 21 juni 2003            | 17:00:12        | 10,1 kilometer | 5,1 (Mw) |
| 24 juni 2010            | 03:31:03        | 20 kilometer   | 5,1 (Mw) |
| 24 juni 2010            | 15:31:00        | 12 kilometer   | 5,0 (Mw) |
| 27 juni 2010            | 13:05:06        | 14 kilometer   | 5,0 (Mw) |
| 27 juni 2010            | 16:26:11        | 11 kilometer   | 5,0 (Mw) |